# Autódromo do Estoril
Koordinati:   38°45′07″N, 9°23′46″W
Autódromo do Estoril oziroma Autódromo Fernanda Pires da Silva je dirkališče, ki leži v bližini portugalskega mesta Estoril. Med letoma 1984 in 1996 je gostilo dirko Formule 1 za Veliko nagrado Portugalske, od leta 2000 pa gosti motociklistično dirko za Veliko nagrado Portugalske.

## Zmagovalci

### Formula 1
| Leto | Dirkač             | Moštvo           | Poročilo |
| ---- | ------------------ | ---------------- | -------- |
| 1996 | Jacques Villeneuve | Williams-Renault | Poročilo |
| 1995 | David Coulthard    | Williams-Renault | Poročilo |
| 1994 | Damon Hill         | Williams-Renault | Poročilo |
| 1993 | Michael Schumacher | Benetton-Ford    | Poročilo |
| 1992 | Nigel Mansell      | Williams-Renault | Poročilo |
| 1991 | Riccardo Patrese   | Williams-Renault | Poročilo |
| 1990 | Nigel Mansell      | Ferrari          | Poročilo |
| 1989 | Gerhard Berger     | Ferrari          | Poročilo |
| 1988 | Alain Prost        | McLaren-Honda    | Poročilo |
| 1987 | Alain Prost        | McLaren-TAG      | Poročilo |
| 1986 | Nigel Mansell      | Williams-Honda   | Poročilo |
| 1985 | Ayrton Senna       | Lotus-Renault    | Poročilo |
| 1984 | Alain Prost        | McLaren-TAG      | Poročilo |

### Svetovno prvenstvo v motociklizmu
| Sezona | 125 cm3         | 250 cm3          | MotoGP          | Poročilo |
| ------ | --------------- | ---------------- | --------------- | -------- |
| 2007   | Héctor Faubel   | Alvaro Bautista  | Valentino Rossi | Poročilo |
| 2006   | Alvaro Bautista | Andrea Dovizioso | Toni Elias      | Poročilo |
| 2005   | Mika Kallio     | Casey Stoner     | Alex Barros     | Poročilo |
| 2004   | Hector Barbera  | Toni Elias       | Valentino Rossi | Poročilo |
| 2003   | Pablo Nieto     | Toni Elias       | Valentino Rossi | Poročilo |
| 2002   | Arnaud Vincent  | Fonsi Nieto      | Valentino Rossi | Poročilo |
| Sezona | 125 cm3         | 250 cm3          | 500 cm3         | Poročilo |
| 2001   | Manuel Poggiali | Daijiro Kato     | Valentino Rossi | Poročilo |
| 2000   | Emilio Alzamora | Daijiro Kato     | Garry McCoy     | Poročilo |